# Planty (Stargard)

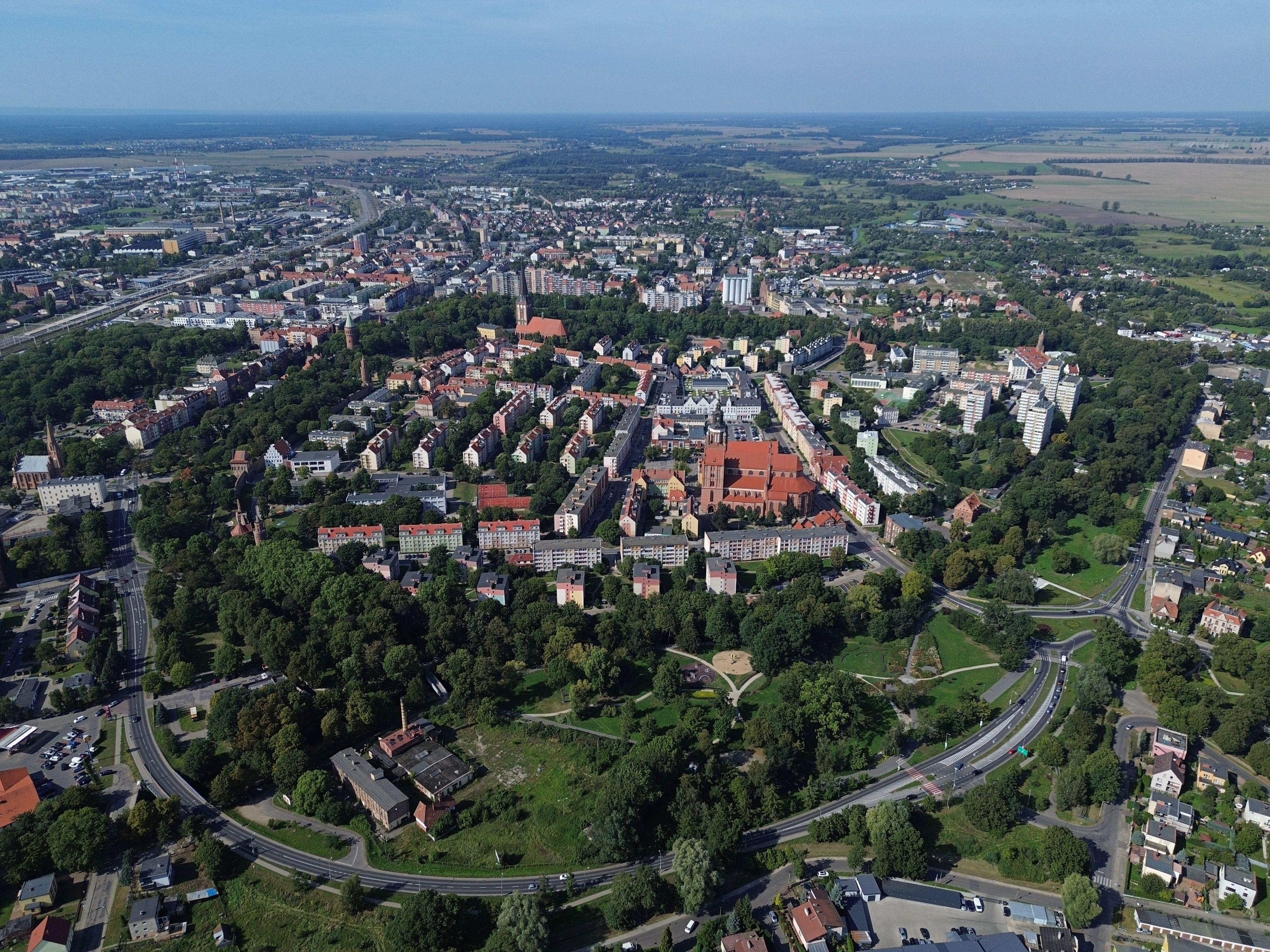
Planty w Stargardzie okalające Stare Miasto (widok od strony południowej)

Planty w Stargardzie to zespół parków otaczających Stare Miasto. Całkowity obwód wynosi 3,15 km, powierzchnia 24,5 ha.
Planty powstały w XVIII wieku w wyniku burzenia średniowiecznych murów miejskich i wyrównywania wałów i fos. We wschodniej części plant przepływa Ina. W 2005 roku wytyczono krajoznawczy  Szlak Stargard - Klejnot Pomorza, prowadzący po okręgu plant.
Planty stanowi pięć parków i jeden skwer:
- Park Chrobrego
- Park Zamkowy
- Park Jagielloński
- Park Popiela
- Park Piastowski
- Skwer Ojca Świętego Jana Pawła II